# Yves Coppens
Yves Coppens  (Vannes, 9 augustus 1934 – Parijs, 22 juni 2022) was een Franse paleontoloog en paleoantropoloog.

## Biografie
Coppens was van 1983 tot 2005 hoogleraar paleoantropologie en prehistorie aan het Collège de France, dat geldt als het meest prestigieuze wetenschappelijke instituut in Frankrijk. In 1980 werd hij directeur van het Musée de l'homme, tegelijk met zijn benoeming tot hoogleraar antropologie aan het Muséum national d'histoire naturelle.
Zijn naam is onder meer verbonden met de ontdekking van Lucy, het skelet van een drie miljoen jaar oude vrouwelijke hominide (mensachtige), die de wetenschappelijke naam Australopithecus afarensis kreeg. Hij leidde het onderzoek samen met Donald Johanson en Maurice Taieb.
Coppens overleed na een lang ziekbed op 87-jarige leeftijd.
- Bibsys: 98044396
- Biblioteca Nacional de España: XX1705070
- Bibliothèque nationale de France: cb11897615x (data)
- CiNii: DA04799646
- Gemeinsame Normdatei: 123589061
- International Standard Name Identifier: 0000 0001 2126 5858
- Library of Congress Control Number: n83164536
- MusicBrainz: 7b86f8cf-948e-4ea9-bf43-d31e9bfc77ef
- Bibliotheek van het Japanse parlement: 00880342
- Nationale Bibliotheek van Tsjechië: xx0142278
- Nationale bibliotheek van Australië: 49784935
- Nationale Bibliotheek van Israël: 987007433676205171
- Nederlandse Thesaurus van Auteursnamen: 071994203
- Réseau des bibliothèques de Suisse occidentale: 02-A003134295
- Istituto Centrale per il Catalogo Unico: RAVV022101
- Système universitaire de documentation: 026798417
- Trove: 1496071
- Virtual International Authority File: 31994842
- WorldCat: E39PBJj8X7bcDKRkjgC7TJtR8C